# Krzczonów (województwo świętokrzyskie)
Krzczonów – wieś sołecka w Polsce, położona w województwie świętokrzyskim, w powiecie kazimierskim, w gminie Opatowiec.
Do 1954 roku siedziba gminy Czarkowy. W latach 1954–1972 wieś należała i była siedzibą władz gromady Krzczonów. W latach 1975–1998 wieś administracyjnie należała do województwa kieleckiego.
| SIMC    | Nazwa        | Rodzaj    |
| ------- | ------------ | --------- |
| 0257822 | Chmielnik    | część wsi |
| 0257839 | Kolonia      | część wsi |
| 0257845 | Stara Wieś   | część wsi |
| 0257851 | Ślepa Kiszka | część wsi |
| 0257868 | Żabiniec     | część wsi |

## Historia
W XV wieku Krzczonów należał do parafii w Szydłowie i miał trzech współwłaścicieli: Mikołaja Czajką herbu Dębno, Mikołaja Sliza herbu Habdank i Bohdana Krępckiego herbu Janina (Długosz L.B. t.I s.379).
Według spisu miast, wsi, osad Królestwa Polskiego z 1827 roku w Krzczonowie było 14 domów i 60 mieszkańców. We wsi działała szkoła początkowa.
Z zapisów  Towarzystwa Kredytowego Ziemskiego wiadomo że w gminie Czarkowy, parafii Sokolina, powiecie pińczowskim, leżą dobra: Krzczonów i składają się z folwarków: Krzczonów i Sokolina oraz wsi: Krzczonów, Rzemieniowice, Trębaczów, Sokolina i Stropieszyn. Rozległość wynosi mórg 1648 w tym:
- Folwark Krzczonów: grunta orne i ogrody mórg 899, łąk mórg 47, wody mórg 22, lasu mórg 136, nieużytki i place mórg 34, razem mórg 1138. Budynków murowanych 7, z drzewa 5, płodozmian 11. połowy[8].
- Folwark Sokolina: grunta orne i ogrody mórg 483, łąk mórg 6, nieużytków i placy mórg 20, razem mórg 509. Budynków murowanych 2, z drzewa 5, płodozmian 11. polowy, w folwarku młyn wodny i cegielnia.
- Wieś Krzczonów: osad 71, z gruntem mórg 387[8].
- W czasie kampanii wrześniowej stacjonowała tu 23 Eskadra Towarzysząca[9].

## Osoby związane z Krzczonowem
- Jan Pszczoła – polski działacz  ruchu ludowego, żołnierz Batalionów Chłopskich